# Zacky Vengeance
Zacky Vengeance, vlastním jménem Zackery James Baker (* 11. prosince 1981, Olympia, Washington, USA), je americký kytarista skupiny Avenged Sevenfold. Na kytaru hraje od 13 let a věnuje se také herectví. Je z části německého a italského původu. Ke konci roku 2005 uvedl na trh značku oblečení Vengeance University.

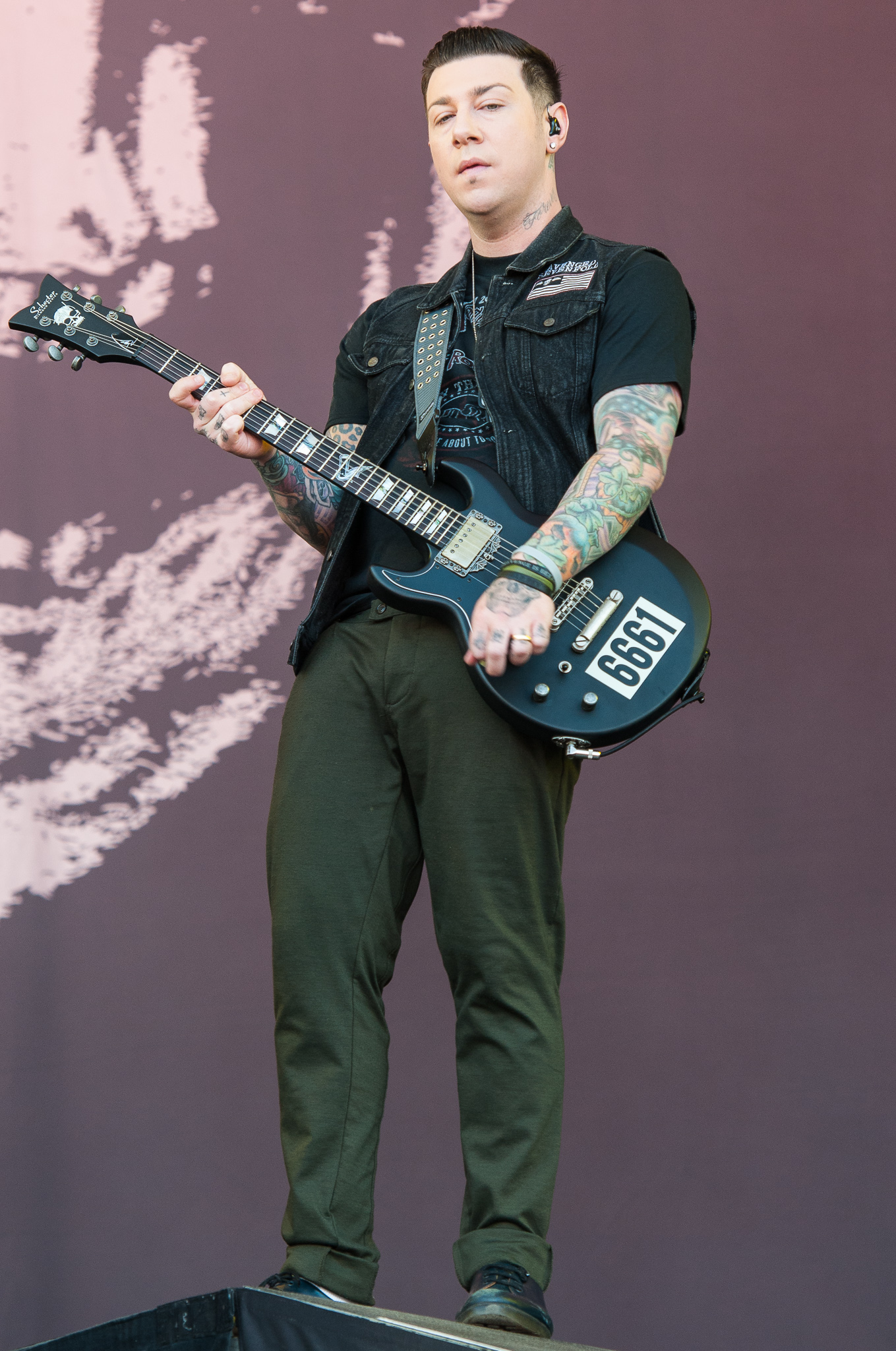